# Абрамян Альоша Варосович
Олексій (Альоша) Варосович Абрамян (вірм. Ալյոշա Վարոսի Աբրահամյան; 28 серпня 1945, Ленінакан, Вірменська РСР, СРСР) — радянський футболіст, воротар. Майстер спорту СРСР (1967). Брат Фурмана Абрамяна.
Один з найкращих гравців в історії вірменського футболу. Відзначався сміливістю, стрибучістю, ефектною грою на виходах, високою технікою воротарського мистецтва.

## Кар'єра гравця
Початок великої воротарської кар'єри Абрамяна збігся з поверненням «Арарату» у Вищу лігу, в 1966 році. Абрамян успішно впорався з важкою роллю і за підсумками сезону 1966 року був визнаний всесоюзним молодіжним журналом «Зміна» — найкращим воротарем СРСР серед дебютантів. У тому ж 1966 році Абрамян потрапив в список 10 найкращих спортсменів Вірменії. Внесок Абрамяна в успіхах клубу в сезонах 1971—1975 років важко переоцінити.
Абрамян увійшов до заснованого у 1980 році символічного Клубу Льва Яшина (як воротар, що зберіг свої ворота недоторканими в 100 і більше матчах). На рахунку Абрамяна 138 «сухих» матчів.
В період з 1981 року по 1987 рік судив матчі чемпіонату СРСР.

## Статистика виступів
| Клуб              | Сезон                      | Чемпіонат | Чемпіонат | Кубок | Кубок | Єврокубки | Єврокубки | Всього | Всього |
| Клуб              | Сезон                      | Матчі     | Голи      | Матчі | Голи  | Матчі     | Голи      | Матчі  | Голи   |
| ----------------- | -------------------------- | --------- | --------- | ----- | ----- | --------- | --------- | ------ | ------ |
| Ширак             | 1964, 4-а зона класу «Б»   | 12        | -4        | 0     | 0     | 0         | 0         | 12     | -4     |
| Всього            | Всього                     | 12        | -4        | 0     | 0     | 0         | 0         | 12     | -4     |
| Арарат (Єреван)   | 1965, 2-а група класу «А»  | 6         | -6        | 0     | 0     | 0         | 0         | 6      | -6     |
| Арарат (Єреван)   | 1966                       | 34        | -41       | 0     | 0     | 0         | 0         | 34     | -41    |
| Арарат (Єреван)   | 1967                       | 27        | -30       | 1     | -3    | 0         | 0         | 28     | -33    |
| Арарат (Єреван)   | 1968                       | 10        | -13       | 0     | 0     | 0         | 0         | 10     | -13    |
| Всього            | Всього                     | 77        | −90       | 1     | −3    | 0         | 0         | 78     | −93    |
| Ширак             | 1969, 2-а група класу «А»  | 1         | -0        | 0     | 0     | 0         | 0         | 1      | -0     |
| Всього            | Всього                     | 1         | 0         | 0     | 0     | 0         | 0         | 1      | 0      |
| Арарат (Єреван)   | 1969                       | 30        | -30       | 1     | -0    | 0         | 0         | 31     | -30    |
| Арарат (Єреван)   | 1970                       | 3         | -2        | 1     | -1    | 0         | 0         | 4      | -3     |
| Арарат (Єреван)   | 1971                       | 30        | -28       | 4     | -4    | 0         | 0         | 34     | -32    |
| Арарат (Єреван)   | 1972                       | 25        | -20       | 2     | -2    | 6         | -5        | 33     | -27    |
| Арарат (Єреван)   | 1973                       | 30        | -26       | 9     | -3    | 0         | 0         | 39     | -29    |
| Арарат (Єреван)   | 1974                       | 29        | -27       | 6     | -6    | 4         | -3        | 39     | -36    |
| Арарат (Єреван)   | 1975                       | 28        | -35       | 5     | -4    | 6         | -7        | 39     | -46    |
| Арарат (Єреван)   | 1976 (в)                   | 12        | -8        | 0     | 0     | 0         | 0         | 12     | -8     |
| Арарат (Єреван)   | 1976 (о)                   | 11        | -16       | 4     | -2    | 0         | 0         | 15     | -18    |
| Арарат (Єреван)   | 1977                       | 2         | -4        | 0     | 0     | 0         | 0         | 2      | -4     |
| Арарат (Єреван)   | 1978                       | 5         | -4        | 0     | 0     | 0         | 0         | 5      | -4     |
| Всього            | Всього                     | 205       | −200      | 32    | −22   | 16        | −15       | 253    | −237   |
| Ширак             | 1979, 4-а зона другої ліги | ?         | 0         | 0     | 0     | 0         | 0         | ?      | 0      |
| Всього            | Всього                     | ?         | 0         | 0     | 0     | 0         | 0         | ?      | 0      |
| Всього за кар'єру | Всього за кар'єру          | ?         | ?         | 33    | -25   | 16        | -15       | ?      | ?      |

## Досягнення

### Гравця
- «Арарат» (Єреван)
- командні:
  - Чемпіон СРСР: 1973
  - Срібний призер чемпіонату СРСР: 1971, 1976 (весна)
  - Володар Кубка СРСР: 1973, 1975
  - Фіналіст Кубка СРСР: 1976
- особисті:
  - Член Клубу Льва Яшина (138 матчів без пропущених голів)
  - У списку 33-х найкращих футболістів сезону: № 2 — 1973
  - Найкращий дебютант сезону: 1966 рік (воротар)

### Тренера
- «Арарат» (Єреван)
  - Бронзовий призер чемпіонату Вірменії: 1992

- «Бананц»
  - Срібний призер чемпіонату Вірменії: 2003
  - Бронзовий призер чемпіонату Вірменії: 2002, 2004
  - Фіналіст Кубка Вірменії: 2003, 2004